# سن-پی-دو-گیر، کبک
سَن-پی-دو-گیر (به فرانسوی: Saint-Pie-de-Guire) قصبه‌ای در منطقه شهری درومون ناحیه سانتر-دو-کبک در استان کبک کانادا است. در سرشماری سال ۲۰۱۱ این قصبه ۴۶۱ نفر جمعیت داشته‌است و مساحت آن ۵۲٫۳۴ کیلومتر مربع است.